# Die Welt Kompakt
Die Welt Kompakt (Eigenschreibweise: DIE WELT Kompakt) war eine 32-seitige Tageszeitung im kleineren, handlicheren Zeitungsformat Tabloid, die montags bis freitags von der Axel Springer SE verlegt wurde. Ihre Inhalte bezog sie unter anderem von der Tageszeitung Die Welt, mit der zusammen die verkaufte Auflage ausgewiesen wurde.
Als Kompaktausgabe der Welt am Sonntag (WamS) erscheint weiterhin sonntags die Welt am Sonntag Kompakt, die auf 64 Seiten ausgewählte Inhalte der WamS im Tabloidformat wiedergibt.

## Geschichte

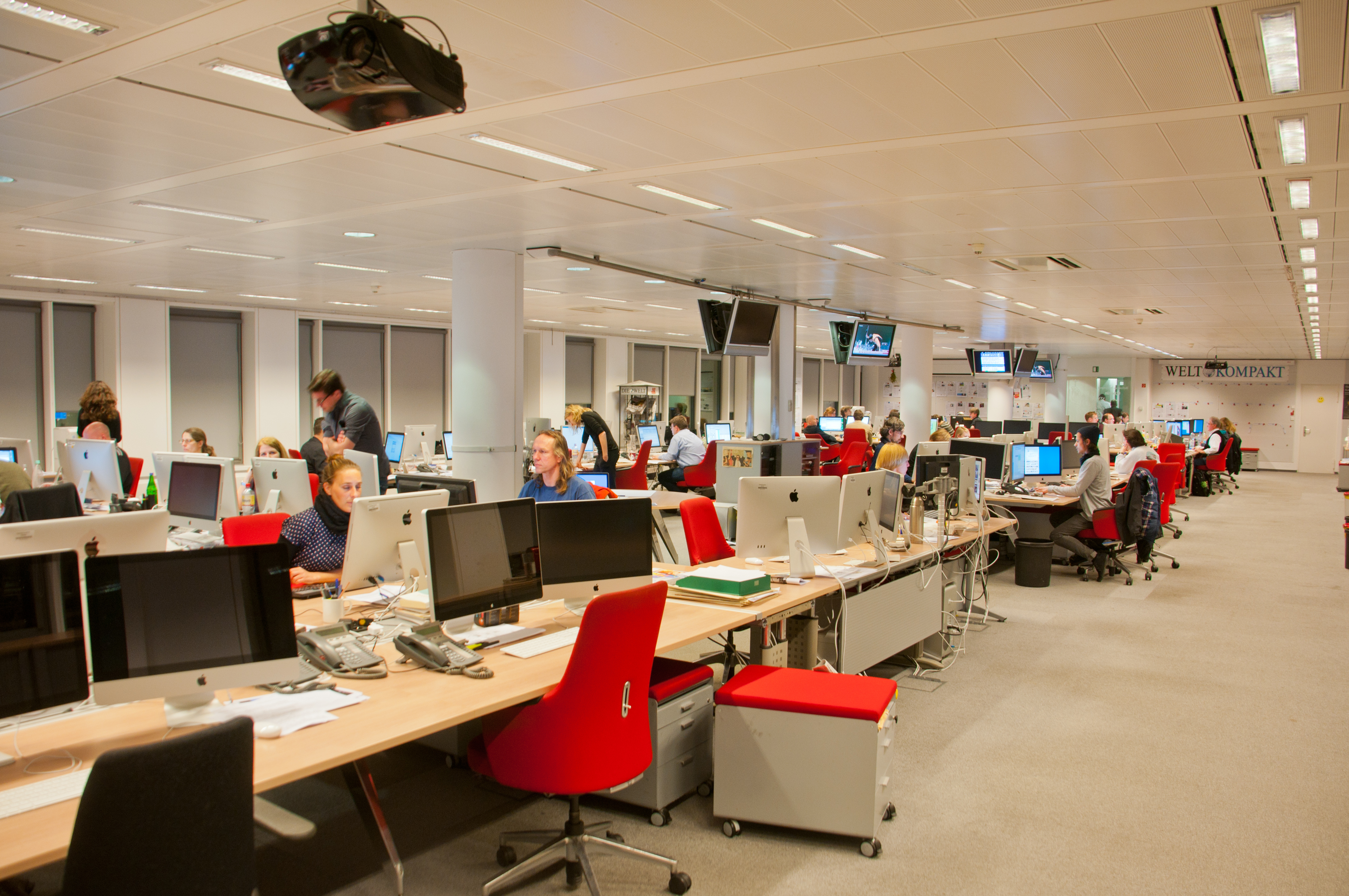
Im Sitz der Welt Kompakt in Berlin

Am 24. Mai 2004 erschien die erste Ausgabe der Zeitung mit einer Regionalbeilage in Berlin. Ab dem 14. Juni 2004 folgten Ausgaben, die anfangs einen Einzelverkaufspreis von 50 Cent betrugen, in Frankfurt am Main. In den Monaten darauf folgten Regionalausgaben in München, im Ruhrgebiet, Köln, Düsseldorf, Saarbrücken, dem Rhein-Neckar-Raum und Hamburg.
Die Welt kompakt erschien ab dem 14. Februar 2005 auch in Bonn und Mönchengladbach. Zudem war sie ab diesem Datum auch als Abonnement in Berlin erhältlich. Der monatliche Preis betrug 9,90 €. Kurze Zeit später erschien sie auch in Münster, Mannheim und Wiesbaden. Ab dem 5. September 2005 erschien Die Welt kompakt in Lübeck, Kiel und Hamburg und war damit in fast 30 Großstädten erhältlich. Im Laufe des Jahres 2006 wurden einige Regionalseiten wieder abgeschafft und durch eine bundesweit einheitliche Ausgabe der Welt Kompakt ersetzt.
Weil die Zeitung 2005/2006 ungefragt eine Werbeanzeige mit dem Konterfei des ehemaligen Außenministers Joschka Fischer zu Werbezwecken nutzte, verurteilte das Landgericht Hamburg den Springer-Verlag zu einer Honorar-Zahlung an Fischer in Höhe von 200.000 Euro.
Am 2. November 2009 führte Welt Kompakt als erste überregionale deutsche Tageszeitung ein tägliches Internet-Ressort ein und warb seitdem mit dem Slogan „Kurz. Anders. Gedruckt.“ Mit dem Relaunch, der sich auch im Zeitungsdesign widerspiegelte, wurden die Regionalausgaben in den Städten Köln, Düsseldorf und Frankfurt am Main wieder eingeführt.
Die Lokalteile in Berlin, Düsseldorf, Frankfurt, Köln und München erschienen am 28. August 2015 letztmals, um das überregionale Profil der Zeitung weiter zu schärfen. Den bisherigen Platz in der Zeitungsmitte nehmen nunmehr Kolumnen, Kommentare und die Bilder-Doppelseite ein, welche bislang nur in der Bundesausgabe erschienen.
Am 10. September 2012 wurde der Name der Zeitung, im Rahmen der Ausrichtung auf die Dachmarke Die Welt, von Welt Kompakt in Die Welt Kompakt geändert. Zum zehnjährigen Jubiläum der Tageszeitung erschien eine neue App für das iPhone. Die gedruckte Ausgabe vom 27. Mai 2014 erschien vollständig im Stil dieser Nachrichten-App. Zum 1. Januar 2015 wurden die Aktivitäten von WeltN24 gebündelt. Am 1. September 2015 wurden die Regionalteile der Zeitung aus wirtschaftlichen Gründen eingestellt. Im September 2019 gab die Axel Springer SE bekannt, dass Die Welt Kompakt am 31. Dezember 2019 eingestellt wird.

## Auflage
Die Auflage der Welt Kompakt wurde gemeinsam mit der Welt ausgewiesen. Die verkaufte Auflage sank von 222.429 Exemplaren im ersten Quartal 2005 auf 107.777 Exemplare im vierten Quartal 2019, ein Minus von 51,6 Prozent.
| 1998 | 1999 | 2000 | 2001 | 2002 | 2003 | 2004 | 2005   | 2006   | 2007   | 2008   | 2009   | 2010   | 2011   | 2012   | 2013   | 2014   | 2015   | 2016   | 2017   | 2018   | 2019   | 2020  | 2021  | 2022  | 2023  | 2024  |
| ---- | ---- | ---- | ---- | ---- | ---- | ---- | ------ | ------ | ------ | ------ | ------ | ------ | ------ | ------ | ------ | ------ | ------ | ------ | ------ | ------ | ------ | ----- | ----- | ----- | ----- | ----- |
|      |      |      |      |      |      |      | 251228 | 264273 | 275597 | 270207 | 260177 | 250328 | 252804 | 251591 | 222722 | 200854 | 187866 | 182079 | 169529 | 155607 | 107777 | 70883 | 81332 | 88780 | 83764 | 92194 |

## Ausgaben
Die Welt Kompakt erschien von Montag bis Freitag in über 40 Großstädten. Neben dem Vertrieb als Kaufzeitung (Kopiepreis 0,70 € bis 1 €) war sie in Berlin, Bremen, Frankfurt am Main, Hamburg, Kiel, Lübeck, Potsdam sowie in München, Stuttgart und Hannover (beide ab Ende Juni 2007), Köln und Bonn im Abonnement und online als elektronische Zeitung zu beziehen. Ab Ende Oktober 2007 war die Zeitschrift in Cottbus, Halle (Saale) und Leipzig erhältlich.
Ende 2007 gab es nur noch zwei überregionale Ausgaben in Berlin und Hamburg.